# サンダーバード1号
| サンダーバード1号          |                |
| 全長                       | 35.05m         |
| 全幅（最大ウィングスパン） | 24.38m         |
| 直径                       | 3.66m          |
| 重量                       | 140t           |
| 最大速度                   | 時速約24,000km |
| 最大上昇限界点             | 約46,000m      |
| 動力源                     | 原子炉         |

サンダーバード1号（サンダーバードいちごう）は、SF人形劇『サンダーバード』に登場する架空の超音速有人原子力ロケット機（原子力推進機）である。翼はあるが大気圏内用のロケット機であり、劇中で「サンダーバード・ロケット」と呼ばれた事もある。メインパイロットは、トレーシー一家の長男スコット・トレーシー。機体色は銀色をベースに赤（ノーズコーン）、青（機体後部）等。

## 機体解説
救助要請（出動指令）を受けた後、現場指揮、状況把握のため他の機体に先行して現場に急行する。そのため、地球上のあらゆる場所に60分以内に到着できるよう、高速、高機動を念頭に設計されている。事故現場に到着後は移動司令室としての役割を持つ。
国際救助隊本部（トレーシー島）からは直立状態で垂直に発進。後、巡航高度に達した時点で水平飛行に移り、速度に応じて可変後退翼を展開。現場到着、離脱時には水平状態のまま垂直離着陸（VTOL）を行う。およそマッハ20という超スピードのため、通常は窓を閉めた状態で成層圏を飛行する。操縦席はコックピット内を横切る支柱によって宙に浮いたように固定されており、機体が直立あるいは水平のどのような状態でも、常に操縦者の頭が上に来るようにジャイロ回転するシステムになっている。
機体内の貨物区画内に移動司令室、ホバースクーターを装備する。
その他機首部分に情報収集のための遠隔操作式ホバーカメラ、障害物破壊及び護身用武器として機関砲を装備している。機関砲の使用実績としては、サンダーバードマシンをカメラで盗み撮りしていた悪漢フッドが車で逃走した際に脅しとして使用する、アランのレースカーを奪ってそのレースカーの秘密を奪おうとした、レース相手のベクター・ゴメツとその彼のレースカーのメカニックであるジョニー・ギレスピーの2人をそのアランのレースカーに対して威嚇発砲してその2人を脅す、敵アジトにおびき寄せられたように見せかけて反撃に転じ、アジトを機銃掃射で壊滅させる（劇場版第二作）、などがある。
なお、作品中では第4話の「ピラミッドの怪」では、謎の戦闘機に攻撃されてサハラ砂漠に墜落・不時着している。
本機の全長および全幅は、スペースシャトル：オービタの物に近い。

## 発進シークエンス
発進指令を受けたパイロットは、トレーシー邸のラウンジに偽装された本部指令所の壁面（どんでん返しのように回転する）を通じて格納庫に移動、パイロットがコクピットに着くと、発射台までロケットごと移動する。発射台はトレーシー邸のプールの地下に埋設されており、本機発進時にはプールがスライドすることで、発射口を露出。そのまま垂直に離陸する。冗長に見えるシーンだが、指令受諾から機体への移動、点検を経て発進するまでに約2分と言う時間は、現実的なスクランブル所要時間（5～20分）に比べると非常に短い。

## 機体撮影への防衛
国際救助隊のメカニック、マシンは物語中の時代においても最新鋭の物である。従って、悪用防止のために機体に関する情報漏洩、収集には厳重な警戒を行っている。特に機体の撮影には過剰と思えるほどの警戒、機関砲による攻撃などの防衛措置を取ることも多い。これは、航空機の性能は機体形状に由来する部分が多いためであり、現実にもステルス機であるF-117は、中々実機の写真が公開されることは無かった。
そのため、本機にはシャッター音やフラッシュを感知する対カメラセンサーが搭載されており、近くで撮影されると、警報を鳴らして、隊員に知らせる。また万が一写真を撮られた場合であっても、磁気メディアであれば電磁波の照射によって記録された内容をダメにする事が可能であるがただし、それ以外のメディアでは現在説明したように記録された内容をダメにする事が不可能である為、その場合撮影者に写真・フィルムを破棄させる必要がある。（機関砲による脅しはこのためである。）。
- ちなみに銀塩を用いたアナログフィルムはX線等の短波長電磁波(不可視光線)でも感光するので、物語の製作された当時は、空港の密輸防止等などでX線透過型監視装置が採用されているところではこれに拠るフィルムの感光事故（いわゆる「カブリ」損害）を防止するために、カメラのみ取り出して別個に検査することがあった（または「写真フィルム在中。X線厳禁」と英語で明記された専用の遮蔽袋にフィルムだけ別に入れて検査を通した）が、国際救助隊はこの感光原理を逆用した防衛装備をしていたのである。

物語初期には悪漢フッドによる機体撮影と、その防衛がストーリーに織り込まれることが多かった。一度だけセンサーを無効化され、撮影されていた事に気づかず、情報が流出する一歩手前まで追い込まれた事態があったが、撮影した当事者であるフッドの失態によってフィルムが全損し、危機は免れた。

## リメイク版スペック

### 2004年版
シルエットがより飛行機に近くなり、コクピット上下に窓を備える。後部の十字型ノズルのうち左右のものの向きを変えることができ、機動力が高くなっている。
コクピットの水平維持機構はなく、替わりに複数名で搭乗可能。
- タイプ - スーパーソニックジェット
- 全長 - 80フィート
- 翼幅 - 30フィート
- 重量 - 150トン
- 最大速度 - 15,000 MPH

### ARE GO版
超高速航空機。地球のいかなる場所にも30分以内に到着可能で、さらにターボジェット機能を持つ。コクピットには旧作にない地上確認用の窓が設けられているのが特徴。また、操縦者の左腕のコントローラーによる外部からの無線操縦も可能。ターボジェット飛行時には主翼が後退し後部ジェットが回転する。また、機体内蔵型の大型ワイヤーガンが装備され、重量物吊り上げ能力が強化されている。
発進シークエンスは概ねオリジナル版に準ずるが、どんでん返しの反対側は格納庫ではなく、エレベーター状の活動服着用ブースとなっており、格納庫まで移動しつつロボットアームにより自動で着替える。オリジナル版では1号はプール下へと降りていっていたが、今作では逆に上ってゆく。また、発射台隠蔽用のプールはひょうたん型から一般的な長方形に改められた。
- 用途 - 初期対応機（FIRST RESPONSE CRAFT）
- 全長27.4m 全幅17m 全高8.4m(筆者が画像で独自に調査したので、正しいとは限らない。)
- 最大速度 - 15,000 MPH（約マッハ20[2]）
- 最大高度 - 150,000フィート
- 機器 - 音波探知機、レーダー、可視スペクトル、UV、電磁フィールド緩衝装置、同位体シールド、M.I.D.A.S.ステルスシステム、梯子(シーズン2以降)、ドローン(シーズン3以降)